# Vasates
Les Vasates (en latin : Vasates) sont durant l'Antiquité un peuple proto-basque (aquitain) de l'Aquitaine préromaine, constituant après la conquête de Jules César une des cités de la Gaule romaine, avec pour chef-lieu la ville de Bazas. 
Ils ont laissé leur nom à la ville de Bazas ainsi qu'au pays du Bazadais, situé dans le sud-est du département de la Gironde).

## Ethnonymie

### Géographie historique de l'Aquitaine
Définie par Jules César au début de la Guerre des Gaules, l'Aquitaine est la partie de la Gaule située entre la Garonne et les Pyrénées.  
En revanche, la province romaine d'Aquitaine (Gaule aquitaine, qui fait partie des Trois Gaules) délimitée par Auguste s'étend des Pyrénées à la Loire (chef-lieu : Saintes, puis Bordeaux). 
L'Aquitaine préromaine réapparait au IVe siècle dans la province de Novempopulanie (chef-lieu : Eauze), qui par la suite sera désignée sous le nom de Vasconie (Vasconia), puis de Gascogne, nom encore en usage de nos jours pour cette région.

### Étymologie du nom des Vasates
Achille Luchaire écrit : « on a récemment tenté d'expliquer ce nom par l'ancien gaulois, et d'y retrouver, comme dans les mots Vassogalaie, Vasio, le radical sanscrit vas « habiter ». Mais d'abord les Vasates ont toujours été placés parmi les peuples aquitains. Ensuite l'euskara possède, lui aussi, un radical bas, basa qui ne signifie pas seulement « désert, sauvage » comme l'ont dit Humboldt et Van Eys, mais encore et spécialement « lieu habité, localité, village ou partie de village ». C'est ce qu'indiquent les noms de lieu très nombreux, surtout chez les Basques français, de basa-buru « partie haute d'un village », francisé en Basseboure et de basa-baren « partie bosse ou quartier d'en bas ». Il ne faut pas confondre ce basa avec baso « forêt » en guipuzcoan, comme l'a fait M. Phillips qui dérive Vasates de ce dernier mot. Vasates doit signifier simplement « ceux de Vasa ou Basa » et Basa signifie tout uniment « la ville » ; ce qui est parfaitement conforme à l'usage de la nomenclature géographique basque, très simple et très peu variée. »
Selon Xavier Delamarre, le mot Vasates viendrait du mot gaulois uassos « soumis, serviteur », dérivant lui-même du protoceltique *wastos « serviteur » (le mos uassos est à l'origine du mot français « vassal »).
Le nom Vasates pourrait s'expliquer par le basque baso, « forêt », ou par un hydronyme *uad (cf. latin vadus, « gué »).

### Mentions dans les textes anciens
On pense généralement[réf. nécessaire] que ce peuple correspond aux Vocates mentionnés par Jules César et aux Vassei ou aux Basabocates, cités simultanément par Pline l'Ancien, parmi les peuples d'Aquitaine. 
Certains auteurs[réf. nécessaire] corrigent Basabocates en Basaboiates, terme pouvant désigner un peuple intermédiaire entre les Vasates et Boiates.
Le nom des Vasates apparait en revanche dans des textes d'Ausone, auteur du IVe siècle originaire de Bordeaux.

## Histoire

### Protohistoire
Depuis le premier âge du fer, leur capitale, Cossium[réf. nécessaire], est une place fortifiée contrôlant les échanges[réf. nécessaire] entre Toulouse et Bordeaux. Le nom Cossium est peut-être une latinisation de l'aquitanique *koiz (gascon coç, cos « tertre », basque goiz « en hauteur »).

### Époque de la Gaule romaine
La cité des Vasates est contiguë au nord-est avec la cité des Bituriges Vivisques (chef-lieu : Burdigala/Bordeaux).
Elle fait partie de la province romaine d'Aquitaine à partir du règne d'Auguste (-27/14), de la province d'Aquitaine troisième (Novempopulanie) à partir du règne de Constantin (310-337).
Quand la région se christianise, Cossium devient un siège épiscopal, le centre d'un diocèse qui perdure jusqu'à la Révolution française et est aujourd'hui mentionné dans la titulature de l'archevêque de Bordeaux. 

### Moyen Âge
C'est à la fin de l'Antiquité et au début du Moyen Âge que le nom de Cossium est remplacé dans le langage courant par Vasates, qui va devenir « Bazas », phénomène qui a lieu dans la plupart des chefs-lieux des cités de Gaule.